# Toktu av Bulgarien
Toktu av Bulgarien, död 767, var en bulgarisk monark. Han var regerande khan av Bulgarien mellan 766 och 767.